# 丹麦王子和亲王

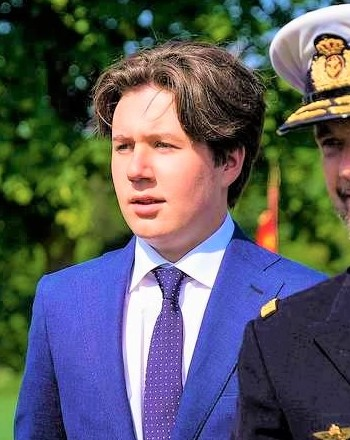
蒙扎佩伯爵克里斯蒂安王储，弗雷德里克十世的长子及丹麦王位继承人。

丹麦王国王子和亲王（丹麦语：Prins af Danmark），或称丹麦王子，指的是丹麦君主的婚生子孙及丹麦女王丈夫所用的头衔。获得此头衔者，通常有着 His Royal Highness 或 His Highness 的稱号。玛格丽特二世的后裔能够使用蒙扎佩伯爵的头衔。
当丹麦王子结婚时，其配偶也会获得丹麦王妃（例如玛丽王妃、亚历山德拉王妃），其最著名的例子为丹麦的玛丽王妃。王子配偶（玛格丽特二世的后嗣）能够使用蒙扎佩伯爵夫人。此外，也有丹麦公主嫁给丹麦王子的案例，主要的例子为丹麦的安妮-玛丽公主及康斯坦丁二世。康斯坦丁二世虽然为希腊国王，但仍然拥有丹麦王子的头衔。
因为王室的缩减、婚姻问题及其他的特殊原因，有些王子之子并无王子及殿下的头衔。约阿基姆王子的后嗣在2023年开始失去丹麦王子的头衔。而是改用蒙扎佩伯爵的头衔。玛格丽特二世的丈夫亨里克亲王在他与女王婚后被授予亲王殿下的头衔。